# Lac Royal Arch
Le lac Royal Arch (en anglais : Royal Arch Lake) est un lac américain dans le comté de Madera, en Californie. Il est situé à 2 655 mètres d'altitude au sein de la Yosemite Wilderness, dans le parc national de Yosemite.